# M56スコーピオン
M56 スコーピオンは、アメリカ合衆国で開発、運用された空挺戦車・対戦車自走砲。空挺部隊が使用する機動対戦車兵器として1948年に開発がスタートした。

## 概要
当初は、開発中のM42（後のM48パットン）の車台を使用する計画だったが、重量の面から不可能となり、結局新たに設計したアルミ合金製の車台に43口径90mm戦車砲M54を搭載することになっている。
旋回可能範囲は左右30度、上下+15~-10度となっている。砲弾は、車体後部の弾薬箱に計29発が搭載され、弾薬箱の蓋は砲手用のプラットフォームを兼ねていた。この砲は、当時のアメリカ主力戦車の主砲と同じものであり、攻撃力だけで言うなら他国の主力戦車とも渡り合える能力を持ったことになる。
ただし、本車も他の空挺戦車と同様に「（航空機に搭載できる位）軽量であること」という条件を避けては通れず、防御は無視されているに等しい。車台の上にオープントップ式に搭載された戦車砲を操作する乗員を守るのはわずかに主砲前面のブラストシールドくらいしか見当たらず、乗員はいわゆる"裸"同然である。
試作名称T101として開発が進められた本車は、1953年、M56空挺対戦車自走砲として制式化された。
試作型と量産型の違いは、
- ブラストシールド（爆風よけ）の形状変更
- 砲口制御機（マズルブレーキ）の廃止
- 新たに無線手を兼ねた戦車長を追加し、乗員が4人に

エンジンには、コンチネンタル AOI-402-5 水平対向6気筒空冷ガソリンエンジンが用いられた。転輪には抵抗を減らすためゴムタイヤを使用している。無限軌道（キャタピラ）は一個ずつ分割されたものではなく、全体で8分割された幅51mmのベルト式で、軽量化に一役買っていた。
本車の戦闘重量は7.14tと軽量であり、航空機からのパラシュート投下にも問題はなかった。
1959年までに325両が生産された。アメリカ軍では1960年代に、ベトナム戦争において第173空挺旅団に配備されたが、防御力が無いこともあり、専ら後方の輸送車列護衛任務にのみ使用された。その後、後継のM551シェリダンに道を譲り退役している。また、モロッコ軍でも採用され、西サハラ紛争に投入されている。

## 運用国

### 現用
- モロッコ - 2024年時点で、モロッコ陸軍が28両のM56を保有[2]。

## 登場作品

### ゲーム
『War Thunder』
アップデート（Ver1.63）にてアメリカ陸軍ツリーのランクIVに実装された。開発する事でプレイヤーも使用できる。
『World of Tanks』
アメリカ駆逐戦車「M56 Scorpion」として販売。